# Шамбони
Шамбони (фр. Chambonie) насеље је и општина у источној Француској у региону Рона-Алпи, у департману Лоара која припада префектури Монбризон.
По подацима из 2011. године у општини је живело 55 становника, а густина насељености је износила 12,44 становника/km². Општина се простире на површини од 4,42 km². Налази се на средњој надморској висини од 1020 метара (максималној 1.383 m, а минималној 940 m).

## Демографија
| 1962. | 1968. | 1975. | 1982. | 1990. | 1999. | 2011. |
| ----- | ----- | ----- | ----- | ----- | ----- | ----- |
| 77    | 102   | 81    | 79    | 55    | 46    | 55    |

График промене броја становника у току последњих година